# Zetor 7320/7340
Zetor 7320/7340 – ciągnik rolniczy produkcji czeskiej firmy Zetor z rodziny UR I.
Produkowany również dla amerykańskiej firmy John Deere jako John Deere 2400.

## Dane techniczne
Silnik
- Typ silnika - Z 7301
- Moc przy nominalnej prędkości obrotowej (kW/KM) - 57,0/77,5
- Nominalna prędkość obrotowa (obr./min) - 2200
- Maks. moment obrotowy / prędkość obr. (Nm/obr.) - 310/1500
- Liczba cylindrów - 4
- Średnica cylindra / skok tłoka (mm) - 102x120
- Pojemność skokowa (cm³) - 3922
- Stopień sprężania - 17:1
- Jednostkowe zużycie paliwa według SAE (g/kWh) - 224
- Turbosprężarka - Holset H1D, KKK K24-2460 B/5.14, CZ C14
- Pompa wtryskowa - rzędowa Motorpal 4M 3137

Układ elektryczny
- Akumulator 135 Ah / 12V

Sprzegło główne
- Dwustopniowe, tarczowe suche, o średnicy 280 mm

Skrzynia przekładniowa
- Skrzynia przekładniowa 10/2
- Skrzynia z rewersem lub reduktor biegów pełzających*

Wał odbioru mocy
- WOM tylny zależny i niezależny 540 (540/1000)

Układ hydrauliczny
- Podn. z reg. pozyc., siłową, mieszaną z 3 szybkozł.
- Wydatek pompy - 32 l/min (40 l/min)*
- Ciśnienie nominalne na szybkozłączu (MPa) - 18,0
- Udźwig podnośnika (S) - 3900 kg

Układ kierowniczy
- Hydrostatyczny układ kierowania Danfoss OSPC 100 ON

Przedni most napędowy
- Automatyczna blokada mechanizmu różnicowego
- Błotniki przednich kół

Układ hamulcowy
- Hamulce hydrauliczne tarczowe suche
- Sprężarka z inst. ster. hamulcami przyczep

Kabina kierowcy
- Kabina komfortowa z ogrz. i wentylacją, wyciszona Rostroj Rousinov
- siedzisko kierowcy Mars

Ogumienie
- Przód - 7,50 - 20
- 4x4 - 12,4 - 24
- Tył - 16,9 - 30
- Tył 4x4 16,9 - 34

Rozstaw kół (mm)
- Przód - 1425 - 1800
- 4x4 - 1594 - 1800
- Tył - 1425 - 1800

Wymiary i masy
- Długość - 3765 mm
- Wysokość do dachu kabiny / tłumika - 2612/2820 mm
- 4x4 - 2615/2910 mm
- Szerokość przy rozstawie kół tylnych 1500 mm - 1980 mm
- Masa bez / z obciążnikami - 2945/3580 kg
- 4x4 - 3400/4035 kg